# زودليشس أنهالت
زودليشس آنهالت (بالألمانية: Südliches Anhalt) هي بلدة ألمانية تقع في ألمانيا في ساكسونيا أنهالت. يقدر عدد سكانها بـ 10,546 نسمة .